# Saltare lo squalo

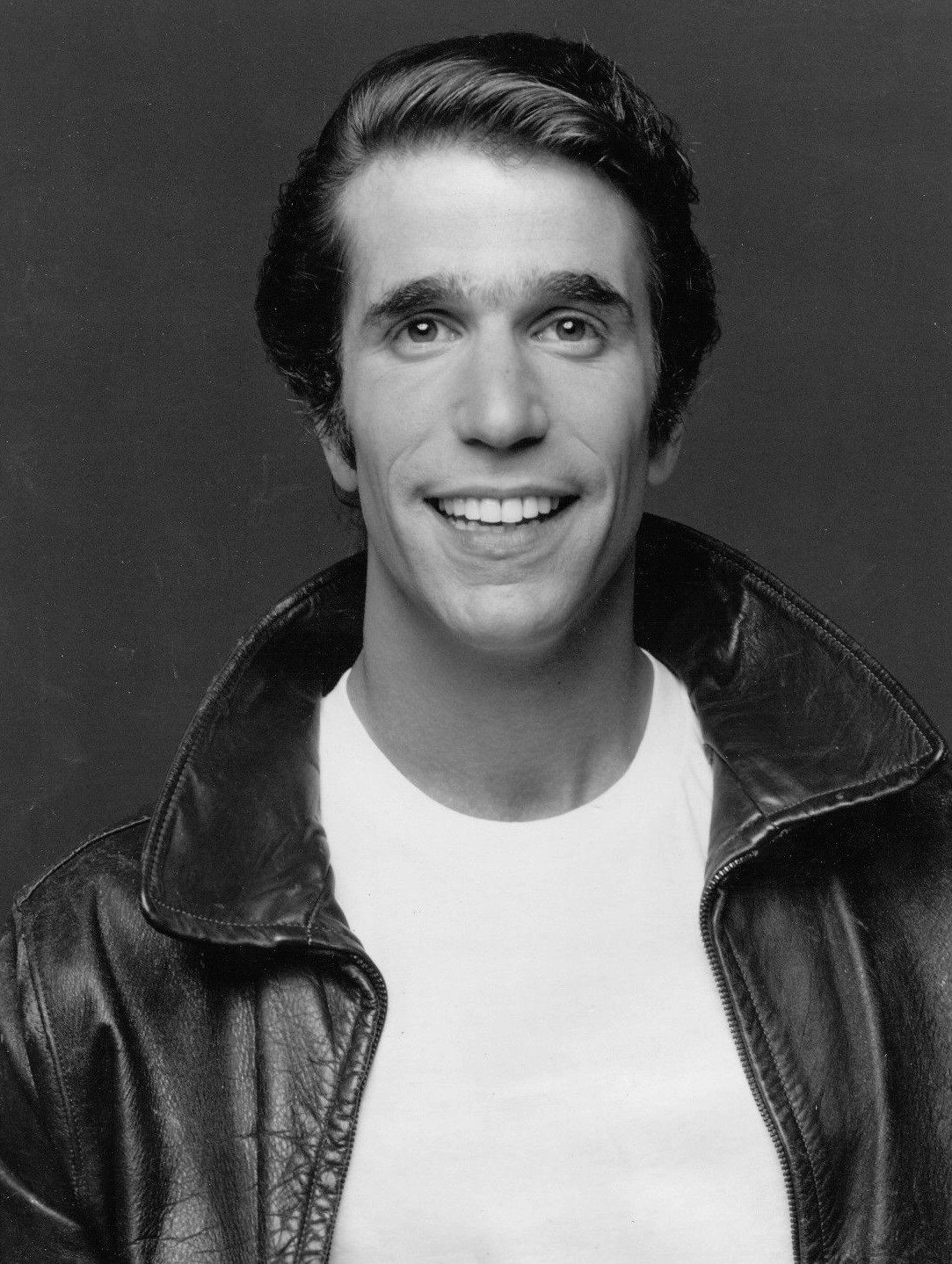
Il personaggio di Arthur Fonzarelli interpretato da Henry Winkler, ha inconsapevolmente generato la locuzione

La locuzione saltare lo squalo (in inglese jumping the shark) appartiene alla terminologia televisiva e cinematografica.
La locuzione fu originata dal terzo episodio della quinta stagione della serie televisiva Happy Days (1977) e, a partire dagli anni novanta del XX secolo, entrò nell'uso comune per indicare il momento in cui qualcosa che una volta era grande e popolare raggiunge un punto di decadimento dopo il quale perde improvvisamente di qualità; viene particolarmente utilizzata nello stesso contesto delle serie televisive e cinematografiche, ma anche in altre forme di intrattenimento.

## Origine
Coniata dal critico Jon Hein, l'espressione "saltare lo squalo" è utilizzata per indicare il momento in cui una saga cinematografica o una serie televisiva, dopo aver raggiunto il suo picco, inizia inesorabilmente ad abbassare il suo livello qualitativo, facendo venir meno la verosimiglianza della storia e l'interesse dei fan.
Nel corso degli anni il termine è passato a indicare l'intero percorso che porta una serie al declino, inclusa l'introduzione di nuovi e poco verosimili espedienti narrativi, volti a recuperare l'attenzione degli spettatori. Oggi il termine è anche utilizzato, in un'accezione più ampia, per indicare tutte le situazioni di «punto di non ritorno», in cui inizia il declino di un marchio, di un personaggio pubblico e similari.

## Storia
Il termine fu coniato dopo l'episodio di apertura della quinta stagione di Happy Days, Fonzie, un nuovo James Dean? (3ª parte), trasmesso per la prima volta negli Stati Uniti il 20 settembre 1977. In tale episodio, a Los Angeles, i protagonisti, tra cui Arthur Fonzarelli, detto Fonzie, pratica sci nautico indossando un costume da bagno e l'immancabile giacca di pelle. Per dimostrare il suo coraggio, scommette di riuscire a saltare sopra uno squalo tigre.
In base alla critica televisiva, tale circostanza segnò il declino di Happy Days: per una serie che nelle prime stagioni aveva sempre rappresentato personaggi e spaccati di vita in cui il pubblico potesse identificarsi, con la «nostalgia degli anni 1950»; tale svolta fu ritenuta però troppo drastica. Happy Days continuò ad essere trasmessa per diversi anni affascinando diverse generazioni.
Nel 1997 Jon Hein creò un sito web in cui pubblicò un elenco di duecento serie televisive colpite da salto dello squalo, indicando per ciascuna di esse il momento in cui tale momento avvenne, e nominando il citato episodio di Happy Days come la prima occorrenza di tale fenomeno. In seguito Hein pubblicò due libri sull'argomento e divenne ospite fisso del programma televisivo The Howard Stern Show. Nel 2010 il Los Angeles Times ospitò un intervento di Fred Fox Jr., autore del citato episodio di Happy Days. Fox negò che il declino della serie fosse coinciso con il salto dello squalo, sostenendo che l'episodio ebbe trenta milioni di spettatori e facendo notare come la serie fosse proseguita ancora per altri anni senza cali di popolarità.

## Altre locuzioni
Un'altra espressione simile a "saltare lo squalo" si è diffusa subito dopo l'uscita del film Indiana Jones e il regno del teschio di cristallo di Spielberg nel 2008. La scena che ha ispirato l'espressione "nuclearizzare il frigo" ("nuke the fridge") è quella in cui il protagonista Indiana Jones, per salvarsi da un'esplosione atomica, si chiude in un frigorifero dal quale uscirà illeso, in modo inverosimile, nonostante la devastazione che la bomba ha provocato attorno. La credibilità della scena è stata subito contestata e l'espressione "nuke the fridge" divenne virale, a indicare il declino dei franchise cinematografici, saturati da sequel troppo forzati.